# Tadeusz Koźniewski

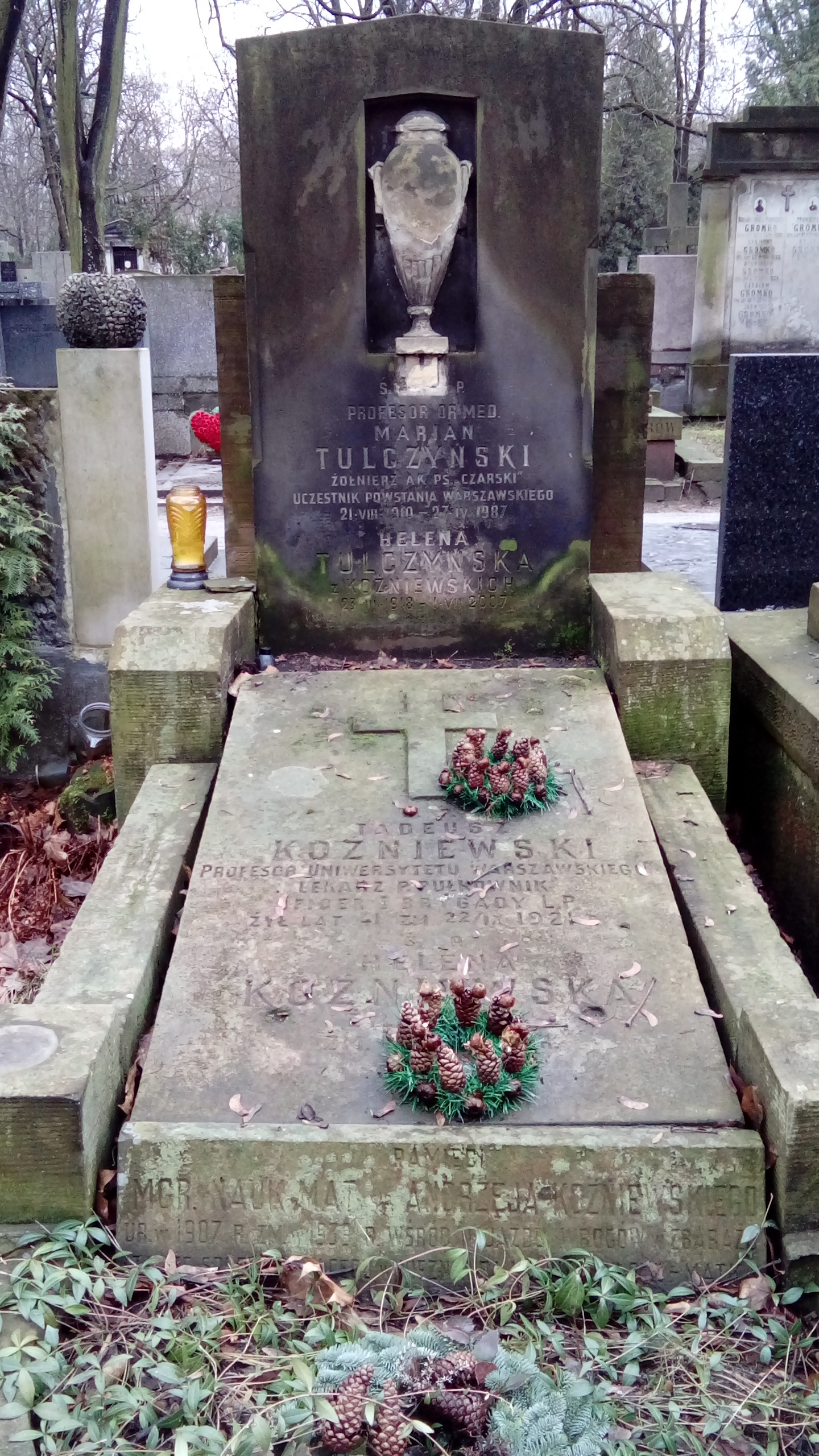
Grób Mariana Tulczyńskiego i Tadeusza Koźniewskiego na cmentarzu Powązkowskim

Tadeusz Kazimierz Koźniewski herbu Ostoja (ur. 27 kwietnia 1880 w Kwirili w Gruzji, zm. 22 września 1921 w Warszawie) – polski farmaceuta i chemik.
Był docentem farmakognozji Uniwersytetu Jagiellońskiego od 1910 oraz profesorem chemii farmaceutycznej Uniwersytetu Warszawskiego w latach 1919–1920. Członek rzeczywisty Towarzystwa Naukowego Warszawskiego (1914). Członek założyciel Polskiego Towarzystwa Chemicznego (1919).
Prowadził badania nad połączeniami alkaloidów z jodem (1909). Był współpracownikiem Leona Marchlewskiego, wraz z którym prowadził badania nad chlorofilem.
W czasie I wojny  światowej walczył w Legionach Polskich. Był komisarzem Polskiej Organizacji Narodowej w 1914 roku. Był pracownikiem Delegacji do Spraw Nadzoru nad Żywnością Tymczasowej Rady Stanu.
Pochowany na cmentarzu Powązkowskim w Warszawie (kwatera 212-2-4).

## Ordery i odznaczenia
- Krzyż Komandorski Orderu Odrodzenia Polski (pośmiertnie, 11 listopada 1936)[6]